# 96丁目駅 (IND2番街線)
96丁目駅（96ちょうめえき、英: 96th Street）はマンハッタン区アッパー・イーストー・サイドとイースト・ハーレム境の96丁目-2番街交差点に位置するニューヨーク市地下鉄IND2番街線の駅である。N系統がラッシュ時のみ、Q系統が終日停車する。また、ラッシュ時には当駅止まりのR系統が1本あり、この列車は当駅で折り返しQ系統になるほか、2番街にあることを強調してか96丁目-2番街駅（96ちょうめ-2ばんがいえき、英: 96th Street-Second Avenue）と案内されることもある。

## 歴史

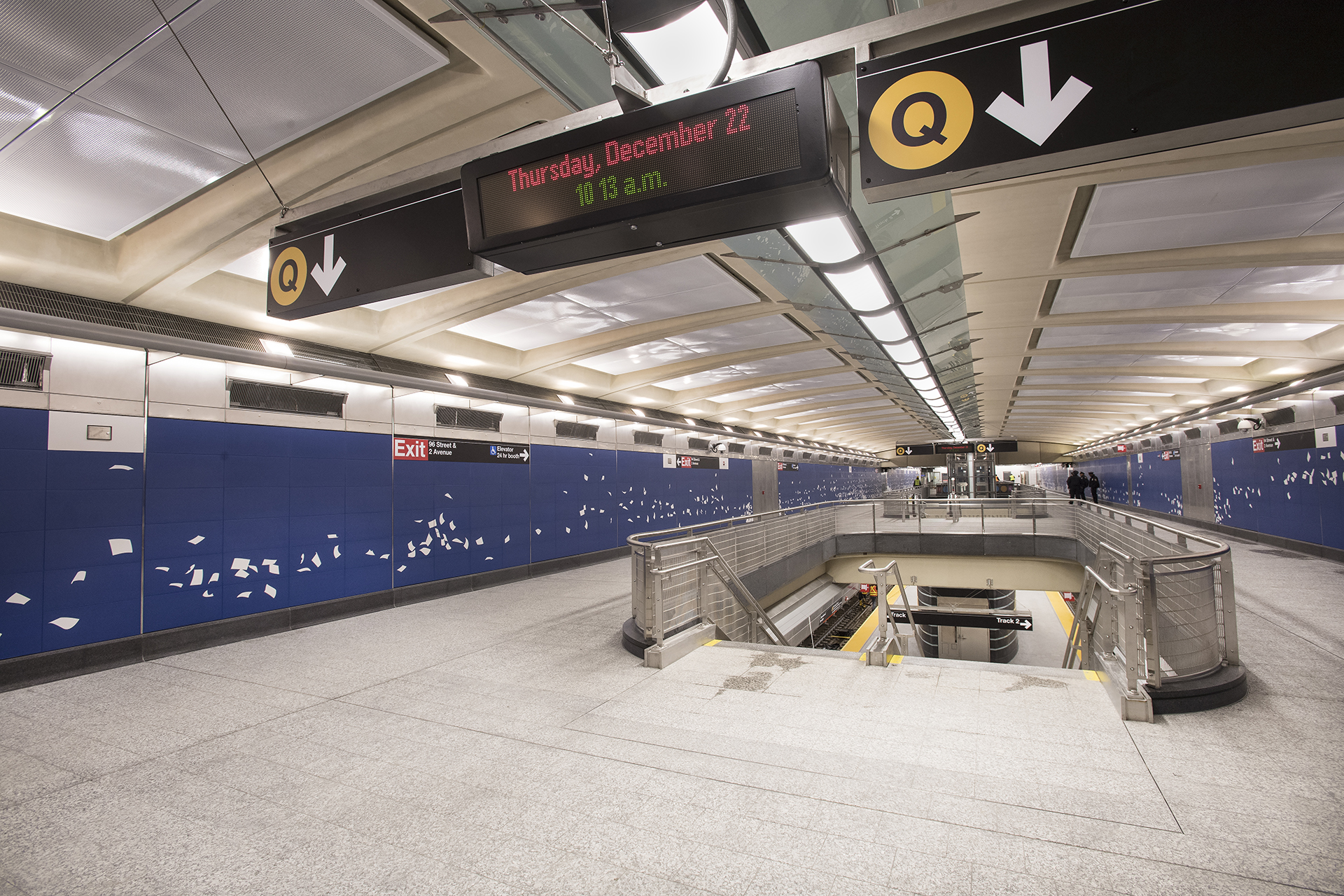
改札階

### 背景
インディペンデント・サブウェイ・システムは1919年に当路線の建設を提案した。しかし、世界恐慌で計画は立ち消えとなった。この路線は今は亡きIRT2番街線とIRT3番街線の代替となる予定だった。この駅は92丁目駅と99丁目駅（いずれもIRT2番街線）、及び99丁目駅（3番街線）の代替として計画されていた。

### 1968年以降
1968年に発表されたプログラム・フォー・アクションでは、126丁目から34丁目にかけてと、34丁目からホワイトホール・ストリートまでの2区間に分けて建設されることとなっていた。
マンハッタンでの路線の計画された駅は、既存の地下鉄路線の駅よりも離れている。2番街線は「裕福な男の急行であり、低層および中所得層の高層住宅とスラム街のシルクストッキングルートを支持するスラム街を迂回してロウアー・イースト・サイドを迂回する」と批判された。 レノックスヒル（72丁目）駅は1970年10月に追加されたが、提案された駅にメトロポリタン病院センターが近接しているにもかかわらず、まだ公式計画にはなかった。国民の抗議を受けて、MTAは1971年に96丁目に駅を追加することを発表した。
| 「 | 多くの地域の代表は、すでに提案されているものに加えて、主に多数の低所得患者に医療サービスを提供するメトロポリタン病院にサービスを提供するために、96丁目と2番街の近くに駅を建設することを求めた。 公聴会で提示された証言を検討した後、ニューヨーク市交通局は、96丁目に駅を建設することを約1000万ドルの費用で提供する決議を採択した。 | 」 |

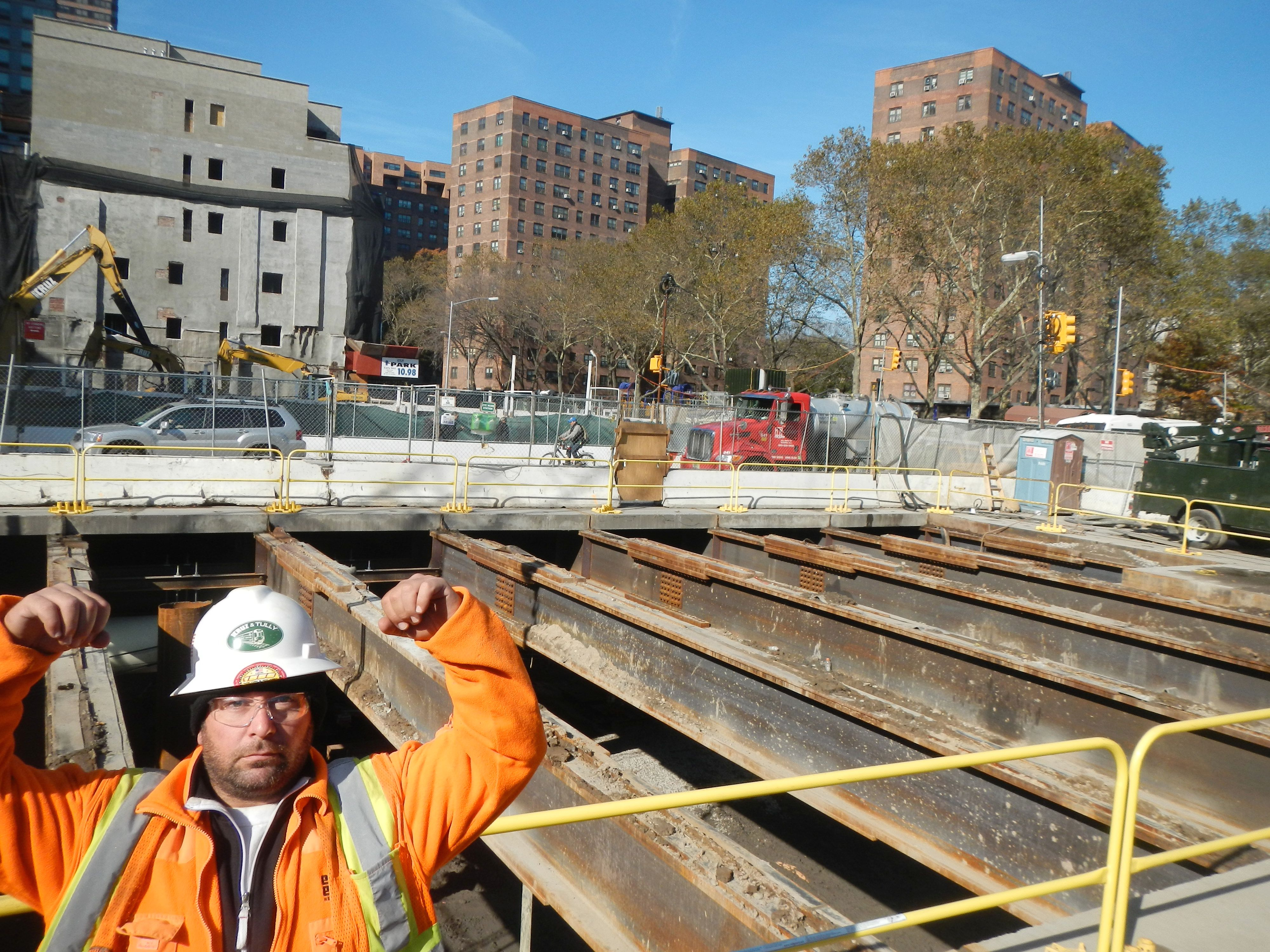
地上から見る建設現場、2012年11月

連邦と州の資金の組み合わせが得られ、そして、駅と路線の数に関する論争にもかかわらず、画期的なセレモニーは2番街と103丁目交差点で1972年10月27日に開催された。その後すぐに建設が開始され、99〜105丁目のセグメントは1,748万ドル（今日は約1万2,266万ドル相当）の費用が見込まれていた。しかし、1970年代初頭の経済の停滞と郊外への都市住民の大量流出、そして市の財政危機の影響で、1975年9月に路線の建設が中止され、トンネルが封鎖された。今後数十年間にわたり、MTAは定期的にトンネルセグメントを点検して維持し（1990年代初頭までに年間2万ドルを費やして）、上記の通りの構造的完全性を維持し、万が一建設が再開される場合もあるという状況だった。 MTAがセキュリティを強化するまで、侵入者はしばしばトンネル内に収容するといったことが行われていた。
1999年に、地域計画協会は、計画された31の駅のうちの1つとして96丁目を含む、2番街線の建設を検討した。駅は97丁目のメトロポリタン病院と、96丁目の南にある新しい高層ビルの最寄りとなる予定だった。

### 建設
2007年3月、IND2番街線の建設再開が決定した。第1期区間の建設は44億5000万ドルから45億ドルになるとされ、2番街-105丁目から72丁目を経由し、3番街-63丁目までの区間が該当する。
MTAは、92丁目から63丁目にかけてトンネルを建設し、92丁目から95丁目にかけてにトンネルボーリングマシン（TBM）用の発射箱を建設し、69丁目と72丁目にアクセスシャフトを建設する契約を建設会社と結んだ。また、建設はスカンスカUSAシヴィル、およびJFシー・コンストラクションが担当する。路線の建設は2007年4月15日に始まり、2007年4月に、当駅の計画の第2ラウンドが完成した。

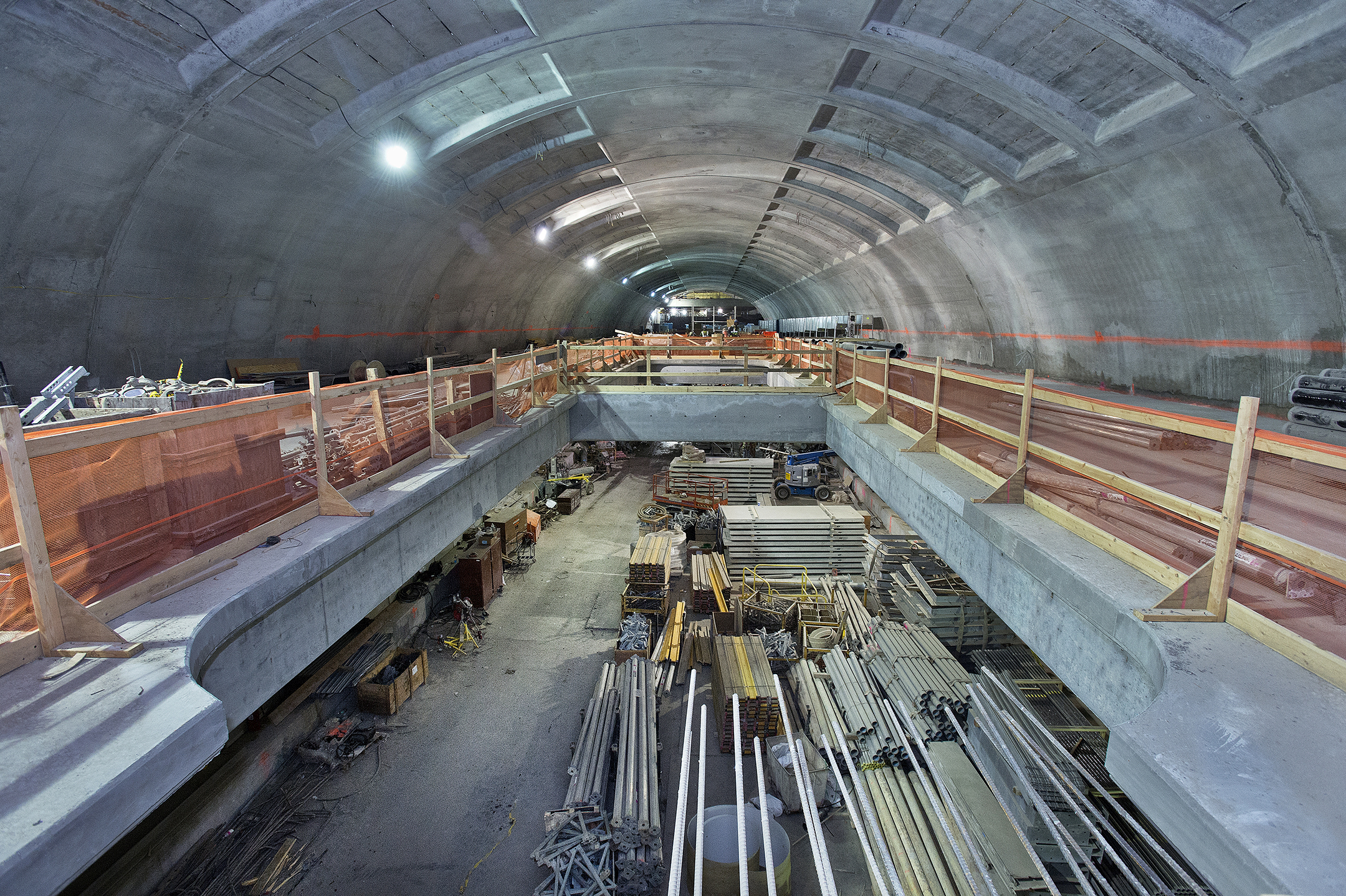
建設中の駅

2007年4月12日、駅から北へ3ブロックの地点で2番街線建設の式典が行われた。請負業者は、2007年4月23日、96丁目に最初の建設現場を準備した。TBMは当初、工事が始まってから6〜8か月後に到着すると予想されていたが、その「発射箱」を作るために必要とされたユーティリティの移転と発掘により2010年5月まで延期された。 2010年5月までにTBMの発射箱が完成し、2010年5月14日にMTAの請負業者がTBMの設置を完了し、スイッチが投入された。
地盤が柔らかいので、駅自体は貫通することができなかった。代わりに、幅1.1メートル（3.6フィート）、長さ6.1メートル（20フィート）、深さ約35メートル（115フィート）のスラリー壁または隔膜壁が、東93丁目と95丁目の間のセクションに沿って建設された。岩がより浅くなる東91丁目と93丁目の間では、直径1.1メートル（3.6フィート）の割れ目のある杭がより浅い深さで同じような効果を発揮した。設置後、壁の間で土の掘削が行われ、ボトムアップ工法でボックス構造が建設された。仮設デッキが箱の上部を構成し、両方のデッキが発掘を支え、壁を支えた。2番街の交通にも配慮された。
2012年の初めまでに、駅の敷地のスラリー壁は取り壊されていた。2012年6月25日に、駅の配管工事、電気、付属品、および入口について、E. E. Cruz and CompanyおよびTully Construction Companyと3億2460万ドルの契約が締結された。2013年3月には、99丁目の1970年代のトンネルから新建設を分離する隔壁が完成した。
2013年3月19日、建設作業員が駅の現場で深い穴に引っかかった。彼は4時間の救助活動の後に救出されたが、事件直後ほぼ死亡した状態だったという。
2013年半ばには、99丁目と105丁目の間のトンネルセグメントで、線路や信号、機械設備、配管設備の追加、近代的な消防法の基準を満たすためのトンネルの改良などの作業が再開された。2013年の11月の時点で、駅の65％が完工していた。路線の線路が到着し、駅の洞窟に保管されていた。線路のレールの約3分の1がそれまでに到着しており、線路を105丁目から87丁目までの区間に敷設するのに十分なものだとされる。2014年春までに、改札階は完成し、屋根スラブは設置されていた。線路と信号設備も設置された。2015年4月までに駅は67％完成し、2016年4月では91％が完工していた。駅は2016年6月までに完成する予定だったが、これは後に2016年秋に延期された。
2016年12月22日から23日にかけて駅開業前に駅の一般公開が行われた。正式開業は翌2017年1月1日となった。

### 今後の予定
今後はハーレム-125丁目駅への延伸（建設第2段階）が予定されている。99丁目から105丁目までの建造物と、110丁目から120丁目までの建造物が接続され、125丁目へ延伸される。2027年から2029年までの間に開業を予定している。

## 駅構造
| G          | 地上階                                               | 出入口                                                            |
| M          | 改札階                                               | 改札口、駅員詰所、メトロカード自動券売機                          |
| P ホーム階 | 南行 S1番線                                          | ← コニー・アイランド-スティルウェル・アベニュー駅行き（86丁目駅） |
| P ホーム階 | 島式ホーム、S1番線は右側ドア、S2番線は左側ドアが開く |                                                                   |
| P ホーム階 | 南行 S2番線                                          | ← コニー・アイランド-スティルウェル・アベニュー駅行き（86丁目駅） |

当駅にはQ系統が終日停車し、ラッシュ時にはN系統も停車する。ラッシュ時には当駅止まりのR系統が1本あり、この列車は折り返しコニー・アイランド駅行きQ系統となるが、この列車はQ系統で唯一、ジャマイカ車両基地の車両で運用される（通常はコニーアイランド車両基地の車両で運用）。このため、当駅は3つの系統の北端駅となっている。
当駅は島式ホーム1面2線のシンプルな構造である。駅のデザインはワシントンメトロを彷彿とさせる。ホームは地上から49フィート (15 m) 下にあり、2番街線の3駅の中で最も浅い位置にある。ホーム幅は約27.8フィート (8.5 m) ある。
駅には空調システムが設置されている。

### 配線図
駅南側に転轍機がある。S2番線から出発した南行列車と、S1番線に到着する北行列車が使用する。北側には線路が伸びるが転轍機はなく、引上げ線として使用される。1970年代に建設されたトンネルは改修されている。引上げ線は99丁目近くの車止めで終わっているがトンネルは105丁目まで続く。

### アートワーク
Sarah Sze制作"Blueprint for a Landscape"が飾られている。

### 出口
出口の場所は以下の通りである。なお、全ての出入口は96丁目より南にある。

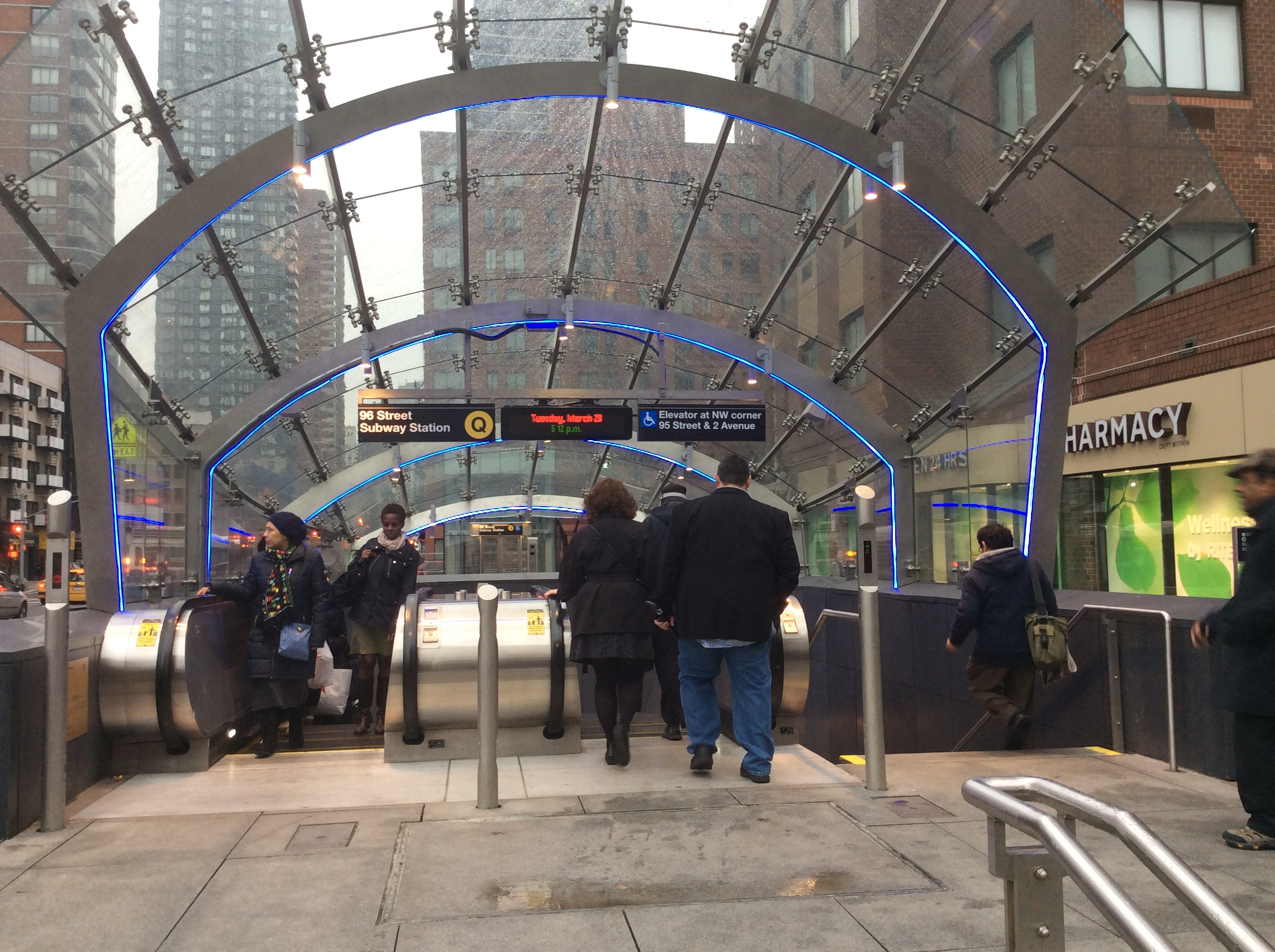
3番出入口のエスカレーター

| 位置                                     | 種類                | 数                        |
| ---------------------------------------- | ------------------- | ------------------------- |
| 1番出入口 96丁目-2番街交差点南西のビル内 | 階段 エスカレーター | 階段1本 エスカレーター1基 |
| 2番出入口 94丁目-2番街交差点北東         | エスカレーター      | エスカレーター3基         |
| 3番出入口 96丁目-2番街交差点南西         | エレベーター        | 1基                       |
| 3番出入口 96丁目-2番街交差点南西         | 階段 エスカレーター | 階段1本 エスカレーター2基 |